# Elektrobrandstoffen

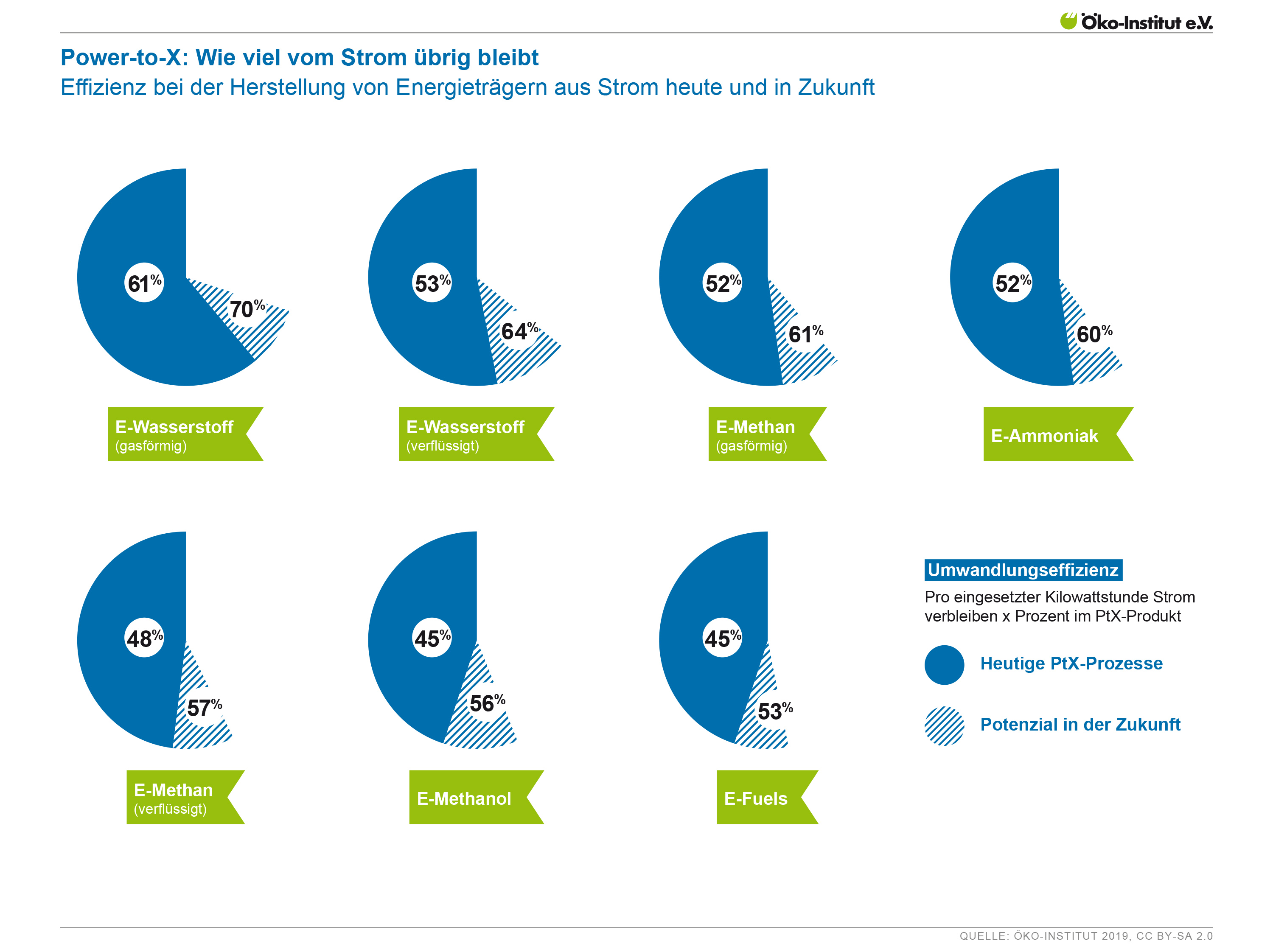
Efficiëntie van verschillende Power-to-fuel-toepassingen.

E-fuels electrofuel of elektrobrandstoffen vormen een klasse van synthetische brandstoffen die met behulp van elektriciteit worden geproduceerd uit afgevangen koolstofdioxide of koolstofmonoxide, samen met waterstof, verkregen uit duurzame elektriciteitsbronnen zoals wind- en zonne-energie, of uit kernenergie. 
Elektrobrandstoffen bestaan net als fossiele brandstoffen chemisch gezien uit koolwaterstoffen: ketens van koolstof- en waterstofatomen. Ruwe aardolie bevat zelf die ketens, terwijl bij synthetische brandstoffen die nog moeten worden gevormd. 
Het syntheseproces gebruikt koolstofdioxide bij de productie en geeft ongeveer dezelfde hoeveelheid koolstofdioxide af aan de lucht wanneer de brandstof wordt verbrand. Het resultaat beoogt een algemene reductie van de koolstofvoetafdruk. Elektrobrandstoffen zijn dus een optie om de uitstoot van broeikasgassen in het vervoer te verminderen, vooral dan in het vracht-, zee- en luchtvervoer over lange afstanden.   
Er wordt in de eerste plaats gedacht aan butanol en biodiesel, maar ook aan andere alcoholen en koolstofhoudende gassen zoals methaan en butaan.

## Onderzoek
Reeds in de jaren '20 van de 20e eeuw ontwikkelden de Duitse geleerden Fischer en Tropsch een proces om een gasmengsel van syngas (koolstofmonoxide - CO) en waterstof (H2) om te zetten in vloeibare brandstof. 
Sedert het begin van de 21e eeuw kwam dan het onderzoek naar elektrobrandstoffen op gang, met pioniers zoals het IJslandse Carbon Recycling International in het methanolonderzoek, en energieresearch door het Amerikaanse overheidsinstituut ARPA-E. 

## Europese Unie
Elektrobrandstoffen spelen een belangrijke rol in de Europese plannen voor de uitfasering van fossiele brandstofvoertuigen. In 2023 stonden met name Duitsland en Italië echter op de rem bij een uitfasering tegen 2035, met als belangrijk argument de introductie van e-fuels. De bewering echter dat de e-brandstoffen het bestaande wagenpark op die relatief korte termijn zouden helpen koolstofvrij te maken, wordt ernstig betwijfeld en onhaalbaar geacht: de e-brandstoffen zijn wel vlot inzetbaar, maar daar tegenover staan een twijfelachtige klimaateffectiviteit, de hoge kosten en de onzekere beschikbaarheid.